# Superband (gruppo musicale taiwanese)
I Superband (cinese tradizionale: 縱貫線; cinese semplificato: 纵贯线; pinyin: Zòng guān xiàn) sono un gruppo mandopop taiwanese formato da quattro veterani del genere musicale: Lo Ta-yu, Jonathan Lee, Wakin Chau e Chang Chen-yue.
Il gruppo è stato formato nel 2008. I suoi membri, sommate le loro carriere soliste, hanno pubblicato in totale più di 70 album, composto più di 600 brani e tenuto più di 350 concerti individuali.